# قانقلی علیا
قانقلی چای علیا ( قانقلی علیا یا قانقلی چای بالا به زبان محلی: اوس قانّیچای یوخاری قانّیچای یا قانلی چای [یا احتمالا قرقولی چای به خاطر وجود نیزارهای موجود در حاشیه رودخانه] ) یک روستای سرسبز از توابع بخش مرکزی شهرستان طارم در استان زنجان است.
قانقلی علیا طبق سرشماری سال 1395 دارای 54 خانوار و 163 نفر جمعیت بوده اما جمعیت واقعی ساکن آن بیش از 200 نفر می باشد. 
این روستا دارای ظرفیت های طبیعی می باشد که از جمله آن ها می توان به موارد زیر اشاره نمود:
- رودخانه
- سد طبیعی (معروف به سد طبیعی کردآباد) که حاصل زلزله بزرگ ۶۹ طارم و رودبار که در بالادست رودخانه روستا و در پلاک 112 اراضی ثبتی این روستا قرار دارد.
- باغهای زیبای زیتون و انار که جز با کیفیت‌ترین و باارزشترین محصولات می‌باشد.
- ییلاقات بسیار معروف و بی نظیر و خوش آب و هوا با نامهای پلنگاه و خانبلاغی که در جوار ییلاقات سرسبز استان گیلان ( شهرستان های فومن و شفت و تالش) قرار دارد که جز جاذبه‌های توریستی و گردشگری شهرستان طارم است.
- محصولات دامداری و پرورش ماهیان سردآبی

محصولات کشاورزی:
سردرختی ها:
- زیتون و انار در سطح وسیع
- انجیر و گردو و خرمالو و توت و انگور و اَنبه(همان انبوه یا گلابی ژاپنی یا ازگیل ژاپنی) و هلو و هلو اَنجیری و بِه ازگیل و گلابی و آلو و آلوچه و گوجه سبز و زردآلو در سطح محدود

زراعی:
- صیفی جات شامل: گوجه فرنگی و بادمجان و پیاز و کدو و خیار
- گندم
- جو
- حبوبات در سطح کم
- سیر در سطح کم
- و سایر در سطح محدود

دامداری:
دامداری در روستا شامل پرورش و نگهداری سنتی گاو در سطح محدود و پرورش سنتی گوسفند از نژاد محلی  در سطح بالا و افشار  در سطح کم می باشد.
آبزیان:
در محدوده پلاک ثبتی دارای 4 واحد پرورش ماهی سردآبی (قزل آلا) می باشد.
شورای اسلامی:
این روستای از سال 1375 دارای شورای اسلامی می باشد.
دهیاری:
دهیاری روستا از تاریخ 1392 تاسیس گردیده و اولین دهیار قانقلی چای علیا آقای امید هدایتی (فارغ التحصیل رشته مهندسی کامپیوتر و حسابداری از دانشگاه آزاد اسلامی) بوده است که از سال 1393 تا 1397 مدیریت روستا را برعهده داشته است.
شرکت تعاونی زیتون کاری شفق:
این شرکت در سال 1386 با حمایت از سوی دولت و همکاری اهالی تشکیل گردید تا اراضی ملی روستا زیر کشت زیتون برود و اعضای آن نیز اهالی روستا می باشند ولی به علت عدم موافقت دستگاهای ذیربط جهت واگذاری اراضی ملی به شرکت٬ هیچ اقدام و فعالیتی توسط شرکت انجام نگردیده است.
مسجد صاحب الزمان (عج):
اولین مسجد که با معماری سنتی در بافت قدیمی روستا ساخته شده بود که در اثر زلزله سال 69 به کلی تخریب گردید و بعد از آن زمین جدیدی توسط خیِّر محترم روستا آقای مصطفی قلی یوسفی به اهالی واگذار گردید و بنای آن در سال 1375 توسط آقای جوادی خیِّر محترم و همکاری و مشارکت اهالی روستا احداث گردید.
- فهرست شهرهای ایران